# Ϗ
ϗ is de Griekse variant van &. Het komt van καί (kaí, /kɑɪ/? (Oudgrieks), /kʲɛ/? (Nieuwgrieks)), dat 'en' betekent. De kapitaal is Ϗ. De Unicode voor ϗ is U+03D7 en voor Ϗ U+03CF.